# 4-アミノビフェニル
4-アミノビフェニル (4-aminobiphenyl) は、芳香族アミンの1種。4-アミノジフェニル、p-フェニルアニリンとも呼ばれる。

## 性質
特徴的な臭気を持つ白色の固体であるが、空気中で酸化され紫色を呈する。水にほとんど溶けないが、熱水には溶ける。
国際がん研究機関によってヒトに対する発癌性が認められている。タバコの煙、とくに副流煙の中に検出されるほか、料理油の油煙から検出されたこともある。

## 用途
発がん性のため、産業的利用は行われなくなった。かつては染料の合成中間体として、あるいは硫酸塩の検出試薬として使われていた。

## 法規制
1950年代以降、ヒトに対する発癌性、特に膀胱癌を引き起こすことが明らかとなったため、各国の政府によって取扱いが厳しく規制されている。日本では1972年労働安全衛生法によって試験研究用途以外での製造・輸入・譲渡・提供・使用が禁止されている。